# Нильссон, Арне
А́рне Ни́льссон (дат. Arne Nielsson; 11 мая 1962, Глоструп) — датский гребец-каноист, выступал за сборную Дании во второй половине 1980-х — первой половине 1990-х годов. Серебряный призёр летних Олимпийских игр в Барселоне, шестикратный чемпион мира, победитель многих регат национального и международного значения. Также известен как гребец-марафонец, тренер и писатель.

## Биография
Арне Нильссон родился 11 мая 1962 года в городе Глострупе региона Ховедстаден. Активно заниматься греблей начал в раннем детстве, проходил подготовку в клубе гребли на байдарках и каноэ «Нибро-Фуро» в Скёрпинге. Практически на протяжении всей своей спортивной карьеры, начиная с юниорских соревнований, выступал вместе с напарником Кристианом Фредериксеном.
Первого серьёзного успеха на взрослом международном уровне добился в 1986 году, когда попал в основной состав датской национальной сборной и побывал на чемпионате мира в канадском Монреале, откуда привёз награду бронзового достоинства, выигранную в зачёте двухместных каноэ на дистанции 10000 метров. Год спустя на мировом первенстве в немецком Дуйсбурге уже обогнал всех своих соперников и завоевал тем самым золотую медаль. Благодаря череде удачных выступлений удостоился права защищать честь страны на летних Олимпийских играх 1988 года в Сеуле — в двойках совместно с Фредериксеном занял восьмое место в заезде на 500 метров и четвёртое в гонке на 1000 метров.
В 1989 году Нильссон выступил на чемпионате мира в болгарском Пловдиве, где одержал победу сразу в двух дисциплинах, в двойках на тысяче и десяти тысячах метров. В следующем сезоне на мировом первенстве в польской Познани защитил чемпионское звание в двойках на десяти километрах. Будучи одним из лидеров гребной команды Дании, благополучно прошёл квалификацию на Олимпийские игры 1992 года в Барселоне — в двойках на пятистах метрах финишировал в финале пятым, тогда как на тысяче метрах в паре с Фредериксеном показал в решающем заезде второй результат, уступив только немецкому экипажу Ульриха Папке и Инго Шпелли.
Получив серебряную олимпийскую медаль, Нильссон остался в основном составе датской национальной сборной и продолжил принимать участие в крупнейших международных регатах. Так, в 1993 году он представлял страну на домашнем чемпионате мира в Копенгагене, где в программе двухместных каноэ трижды поднимался на пьедестал почёта: взял серебро на пятистах метрах, а также золото на километре и десяти километрах, став таким образом шестикратным чемпионом мира. В 1996 году отправился выступать на Олимпийских играх в Атланте, на сей раз стартовал в одиночках на тысяче метрах отдельно от Фредериксена, но сумел дойти лишь до стадии полуфиналов.
Помимо участия в спринтерских соревнованиях по гребле, Арне Нильссон на протяжении всей своей карьеры регулярно принимал участие и в марафонских соревнованиях. Он является четырёхкратным чемпионом мира по марафонской гребле (1990, 1992, 1994, 1996) и единожды серебряным призёром (1988).
После завершения карьеры профессионального спортсмена перешёл на тренерскую работу. Написал несколько книг на тему когнитивных тренингов и ментальной подготовки — некоторые книги предназначены не только для спортсменов, но и для людей бизнеса.